# Кассола
Кассола (італ. Cassola, вен. Casoła) — муніципалітет в Італії, у регіоні Венето, провінція Віченца.
Кассола розташована на відстані близько 430 км на північ від Рима, 55 км на північний захід від Венеції, 28 км на північний схід від Віченци.
Населення — 14 692 особи (2014).
Щорічний фестиваль відбувається 25 квітня. Покровитель — Святий Марко.

## Демографія
Населення за роками:

Станом на 1 січня 2023 року в муніципалітеті офіційно проживало 1178 іноземців з 64 країн, серед них 361 громадянин країн Євросоюзу та 68 громадян України.

## Сусідні муніципалітети
- Бассано-дель-Ґраппа
- Лорія
- Муссоленте
- Романо-д'Еццеліно
- Роза
- Россано-Венето